# Сотникова (Ставропольский край)
Со́тникова — хутор в Кочубеевском районе (муниципальном округе) Ставропольского края России.

## Название
Хутор носит имя уроженца станицы Новоекатериновской Кочубеевского района, Героя Советского Союза Михаила Трифоновича Сотникова.

## География
Расстояние до краевого центра: 53 км.
Расстояние до районного центра: 19 км.

## История
До 16 марта 2020 года хутор входил в упразднённый Усть-Невинский сельсовет.

## Население
| 1989 | 2002 | 2010 | 2014 |
| ---- | ---- | ---- | ---- |
| 377  | ↘290 | ↘282 | ↘200 |

По данным переписи 2002 года в национальной структуре населения преобладают русские (79 %).

## Инфраструктура
- Фельдшерско-акушерский пункт[8]
- Газифицирован в 2012 году

## Кладбище
В 800 м к северо-западу от хутора расположено общественное закрытое кладбище площадью 2 тыс. м², а в 100 м к северу — общественное открытое, имеющее такую же площадь.